# 이은정 (성우)
이은정(1974년 7월 18일 ~ )은 대한민국의 성우이다. 1998년 EBS 17기 공채 성우로 데뷔하였다.

## 주요 출연작품

### 애니메이션
- 개구쟁이 형제 픽스와 팍시 (EBS)
- 곰돌이와 비키의 모험 (EBS) - 키티
- 금붕어 주의보 (애니원) - 유리 / 아름 / 채영 / 닭
- 다카하시 루미코 극장 (애니원) - 아기 / 쇼헤 / 아차라 / 카오리
- 두다다쿵 (EBS) - 버블
- 뚱보기사 보리와 모리 (EBS)
- 마법천자문 (MBC) - 끼로로
- 미운오리 새끼 페오 (EBS)
- 믹과 맥의 축구이야기 (EBS)
- 빙쵸탄 (애니맥스) - 치쿠틴
- 심슨 가족 (EBS)
- 아리아 (애니맥스) - 아리아 사장님
- 암호명 - 이웃집 아이들 (카툰네트워크) - 3호(산반 쿠키)
- 야! 러그래츠 (EBS)
- 엄마 까투리 (EBS) - 토끼 / 소녀 엄마
- 엘리의 야생탐험 (EBS) - 도니
- 용용나라로 떠나요 (EBS) - 새
- 제비뽑기 언밸런스 (애니맥스) - 코마키

### 애니메이션 영화
- 밀림의 왕자 레오 2 - 루키오
- 포켓몬스터 불가사의 던전 - 출동 포켓몬 구조대 파이팅즈! - 무장조